# Gérard Guyomard
 (mai 2022).
Gérard Guyomard est un peintre contemporain, né à Paris le 20 novembre 1936.

## Biographie
Il est apparenté au mouvement de la figuration narrative et a participé à la seconde exposition fondatrice de ce mouvement (Mythologies quotidiennes 2 – Musée National d'Art Moderne – 1977).
Guyomard s’est formé sur le tas, au contact des restaurateurs de peinture dont il tient sa virtuosité technique.
Il commence à produire en 1964 et crée progressivement son vocabulaire d’images inspirées de la vie quotidienne, des fantasmes érotiques… La superposition d’objets, de scènes de toutes tailles, entremêlées, lui permettent de restituer la sensation de la troisième dimension.

## Hommage
La commune du Touquet-Paris-Plage, qui a accueilli les œuvres de Gérard Guyomard, lui rend hommage en apposant une plaque, avec la signature et les empreintes des mains de l'artiste, sur le sol du jardin des Arts.

## Expositions personnelles
- 1968 Galerie Camille Renault, Paris
- 1970 Galerie Camille Renault, Paris
- 1971 Galerie Choiseul, Béziers
- 1972 The Buckingham gallery, Londres
- 1974 Galerie Alvarez Dais, Porto
- 1976 Galerie Medicis, Ostende, Galerie Jacqueline Storme, Lille.
- 1977 Galerie Mathias Fels, Paris
- 1978 Galerie Mathias Fels, Paris
- 1982 Galerie Jacqueline Storme, Lille
- 1983 Galerie Jean-Claude Riedel, Paris
- 1984 Galerie Mathias Fels, Paris, Galerie Grey, Cannes.
- 1985 Galerie Jacqueline Storme, Lille.
- 1986 Galerie Bercovy-Fugier, Paris
- 1988 Galerie du Centre, Paris "Halles rock"
- 1989 Galerie Grey, Cannes
- 1990 Galerie du Centre Paris "La stratégie de l'atelier"
- 1991 Galerie Agora, Marseille
- 1991 Galerie du Centre, Paris  “N’importe quoi, tout à fait”,
- 1992 Musée de l’Homme, Paris “Géant vert”,
- 1994 Salle Gustave Fayet, Sérignan
- 1995 Galerie Le Minotaure, Paris
- 1996 Galerie du théâtre, Quimper, Galerie Hélène de Roquefeuil, Paris
- 1997 Galerie Martine Foubert, Cannes.
- 1999 Rétrospective, Villa Tamaris, La Seyne-sur-Mer
- 2000 Galerie Dorval, Lille "Parcours 1985-2000", Galerie du Centre, Paris
- 2001 Commenoz Gallery, Key Biscaye, Floride, États-Unis
- 2001 Rétrospective, Centre culturel du Noroît, Arras
- 2001 “Art Paris”, Galerie du Centre, Paris
- 2001 Galerie du Centre, Paris “F3 etc.”,
- 2001 Galerie Dorval, Lille
- 2004 Rétrospective 40 ans de peinture, Palais Synodal, Sens 20 juin – 26 septembre
- 2005 Galerie du Centre “De la rue Montorgueil à Ouaga via Lomé”
- 2006 Galerie IUFM Confluences Lyon
- 2010 Musée Villa Tamaris La Seyne-sur-Mer  Cinoche
- 2010 Galerie Pierre Cardin Paris Cinoche
- 2011 Galerie Dorval, Lille Œuvres choisies,
- 2013 Gérard Guyomard, Gal. Le Garage, Orléans
- 2014 Galerie Écritures Montluçon "Parpaléminvid"
- 2014 Gérard Guyomard, Château Lescombes, Eysines, Gironde
- 2014 Galerie Dorval Paris "Vudechemoi"
- 2016 Galerie Artrial Perpignan
- 2017 Guyomard Rétro et Rock, Musée du Touquet-Paris-Plag
- 2017 Galerie Écritures Montluçon   Dessins

## Œuvres monumentales
- 1985 — Mural à Vittuone, Italie
- 1986 — Œuvre monumentale maternité Hôpital Lariboisière
- 1991 — Peinture Hall Hôpital Saint-Denis

## Collaboration littéraire
- 1978 — Le Mensonge - Chronique des années de crise, éd. Encres  (ISBN 9782862220055)